# Dejana Milosavljević
Dejana Milosavljević (Požega, 23. studenog 1994.), hrvatska rukometašica i članica Podravke iz Koprivnice. Igra na mjestu desnog vanjskog.

## Karijera
Dejana je rođena u Požegi, ali je njezina obitelj doselila u Rijeku kada je imala tek tri godine te je igrala za riječke klubove Orijent Presoflex i Zamet. Zatim je igrala u Sesvetama i varaždinskoj Koki, trenutno igra za koprivničku Podravku. Nastupala je za Hrvatsku na dva Europska prvenstva 2018. u Francuskoj i 2020. u Danskoj.